# Hiperkataleksa
Hiperkataleksa – dodatkowa sylaba nieakcentowana występująca po sylabie akcentowanej, stanowiącej element zasadniczego wzorca metrycznego. W wersyfikacji polskiej hiperkataleksa pojawia się w wierszach jambicznych i anapestycznych. Przykładowo jambiczny dziewięciozgłoskowiec sSsSsSsS(s) dzieli się na cztery stopy sS i hiperkataleksę. W wierszu Adama Asnyka Daremne żale wersy nieparzyste są czterostopowe akatalektyczne (sSsSsSsS), a wersy parzyste trójstopowe hiperkatalektyczne (sSsSsSs)
Daremne żale, próżny trud,
Bezsilne złorzeczenia!
Przeżytych kształtów żaden cud
Nie wróci do istnienia.